# Voivodato de Baja Silesia

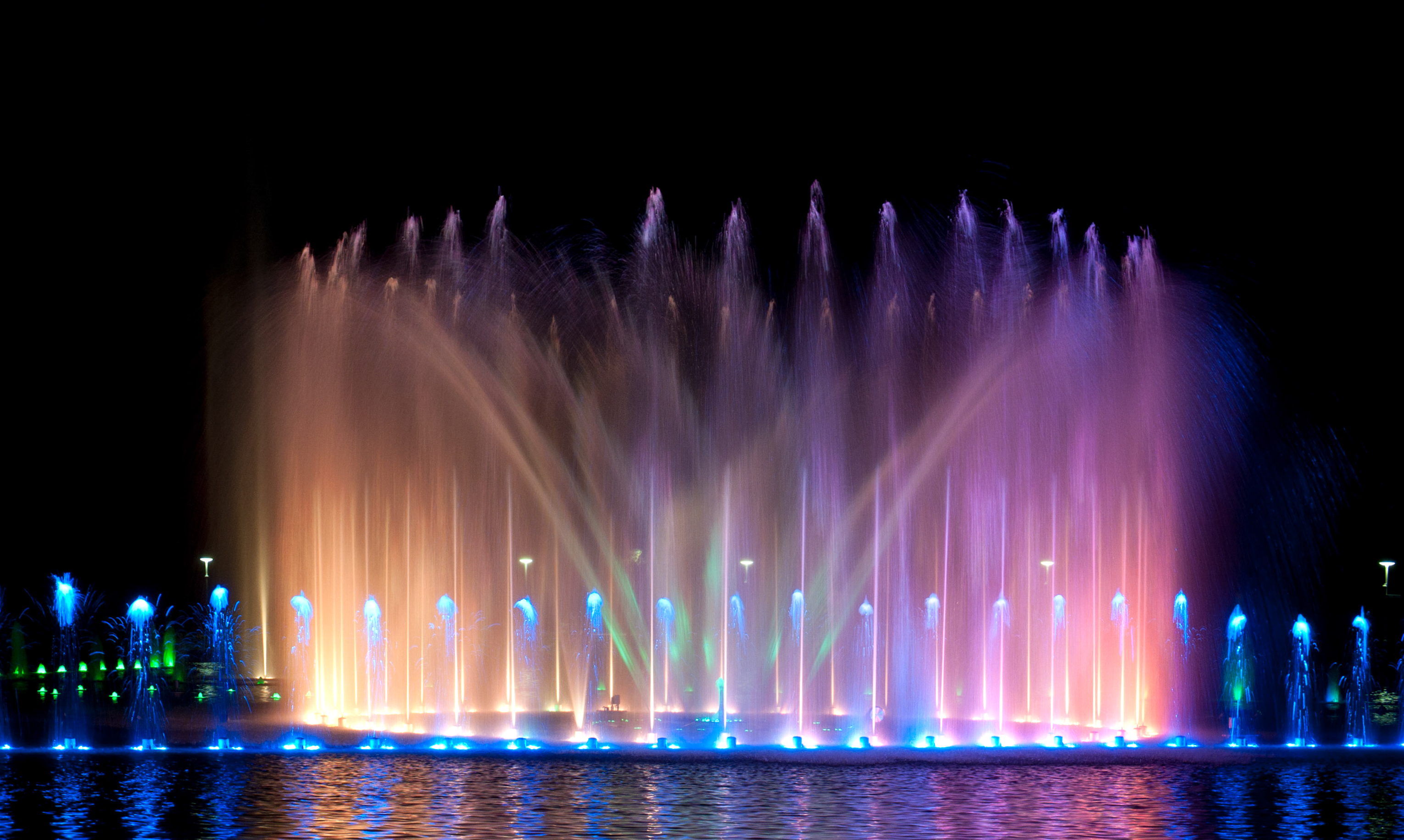
Fuente Breslavia

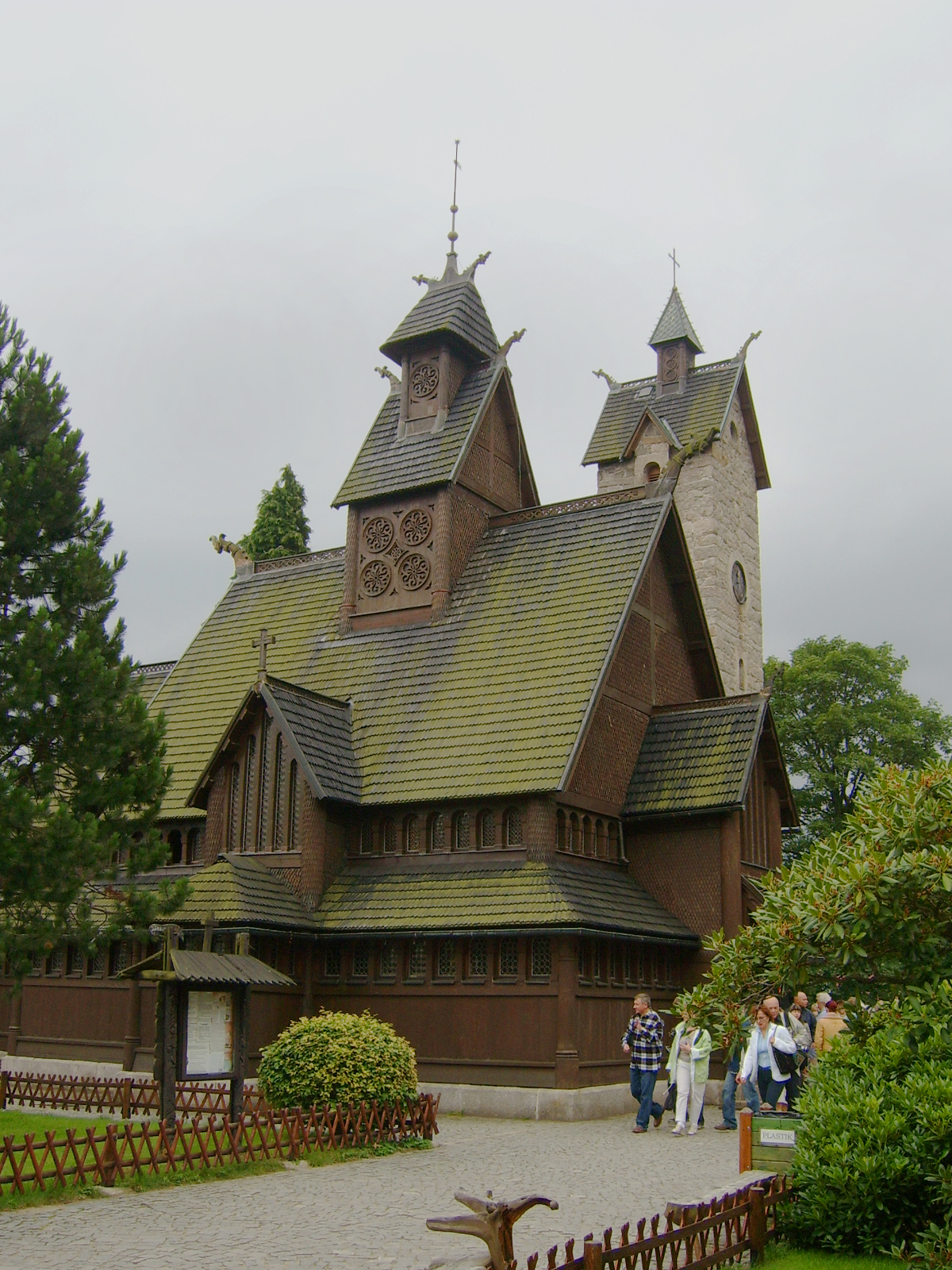
Iglesia de madera de Vang

El voivodato de Baja Silesia (en polaco: województwo dolnośląskie) es una de las 16 provincias (voivodatos) que conforman la República de Polonia, según la división administrativa del año 1998, y fue creado con la reforma de 1999 por la fusión de los voivodatos de Breslavia, Legnica, Wałbrzych y Jelenia Góra. Se encuentra en el sudoeste de Polonia; la Baja Silesia corresponde al sector occidental de la región llamada Silesia. La capital es Breslavia (Wrocław en polaco).

## Situación geográfica
Baja Silesia limita con otros tres voivodatos de Polonia, al norte con el Lubusz, al noreste con Gran Polonia y al sureste con Opole, y con Alemania al suroeste (Línea Óder-Neisse) y la República Checa.
En el sur de la Baja Silesia está la región montañosa de los Sudetes, una de las zonas turísticas más importantes de Polonia por sus centros de deportes invernales.
En 2011, según la Oficina Central de Estadística polaca, el voivodato tenía una superficie de 19 946,74 km² y una población de 2 877 840 habitantes.

## Principales ciudades
La capital del voivodato, Breslavia, es con sus casi 635 000 habitantes la cuarta ciudad más poblada de toda Polonia y netamente la más grande de toda Silesia.
- Breslavia (632 000 hab.)
- Wałbrzych (129 000 hab.)
- Legnica (106 000 hab.)
- Jelenia Góra (90 000 hab.)
- Lubin (82 000 hab.)
- Głogów (73 000 hab.)
- Świdnica (61 000 hab.)
- Bolesławiec (43 000 hab.)
- Oleśnica (39 000 hab.)
- Dzierżoniów (36 000 hab.)
- Zgorzelec (36 000 hab.)
- Bielawa (34 000 hab.)

## Divisiones
Ciudades-distrito
- Breslavia (635 280 hab.)
- Wałbrzych (120 197 hab.)
- Legnica (105 485 hab.)
- Jelenia Góra (86 663 hab.)

Distritos
- Distrito de Wałbrzych (184 594 hab.)
- Distrito de Kłodzko (166 447 hab.)
- Distrito de Świdnica (160 337 hab.)
- Distrito de Lubin (105 582 hab.)
- Distrito de Dzierżoniów (104 852 hab.)
- Distrito de Oleśnica (103 366 hab.)
- Distrito de Wrocław (101 913 hab.)
- Distrito de Zgorzelec (94 408 hab.)
- Distrito de Bolesławiec (88 343 hab.)
- Distrito de Głogów (87 651 hab.)
- Distrito de Trzebnica (77 285 hab.)
- Distrito de Oława (71 118 hab.)
- Distrito de Ząbkowice Śląskie (69 297 hab.)
- Distrito de Karkonoski (63 820 hab.)
- Distrito de Polkowice (61 138 hab.)
- Distrito de Lubań (57 061 hab.)
- Distrito de Legnica (52 995 hab.)
- Distrito de Jawor (52 058 hab.)
- Distrito de Środa Śląska (49 208 hab.)
- Distrito de Lwówek Śląski (48 144 hab.)
- Distrito de Wołów (47 445 hab.)
- Distrito de Kamienna Góra (46 470 hab.)
- Distrito de Złotoryja (45 745 hab.)
- Distrito de Strzelin (44 146 hab.)
- Distrito de Milicz (36 845 hab.)
- Distrito de Góra (36 556 hab.)